# أورم الصغرى
أورم الصغرى  قرية سوريّة تتبع إداريّاً لمحافظة حلب منطقة الأتارب ناحية أورم الكبرى، بلغ تعداد سكانها 637 نسمة حسب التعداد السكاني لعام 2004.